# Lasse Pöysti
Lasse Erik Pöysti, född 24 januari 1927 i Sordavala i Viborgs län (i nuvarande Ryssland), död 5 april 2019 i Helsingfors, var en finländsk skådespelare, regissör och teaterchef.

## Biografi

### Tidiga år
Lasse Pöysti inledde sin karriär i de tidiga tonåren i en filmserie om familjen Suominen som sonen Olli. Han avancerade snabbt till mer eller mindre huvudperson i serien som handlade om en Helsingforsfamilj i övre medelklass och deras öden, mycket tidstypiskt strax innan och under andra världskriget. Han blev student 1945 och fortsatte därefter med filmandet. Innan följande halvsekel hade inletts hade han hunnit medverka i ett drygt dussintal filmer.
I början av 1950-talet blev Pöysti engagerad på Lilla Teatern i Helsingfors, där han fick uppträda på svenska. Där träffade han också Birgitta Ulfsson, som blev hans hustru, och med henne fick han två söner, Tom och Erik Pöysti. Makarna skilde sig 1984 men förblev nära vänner.

### Hektiska tider

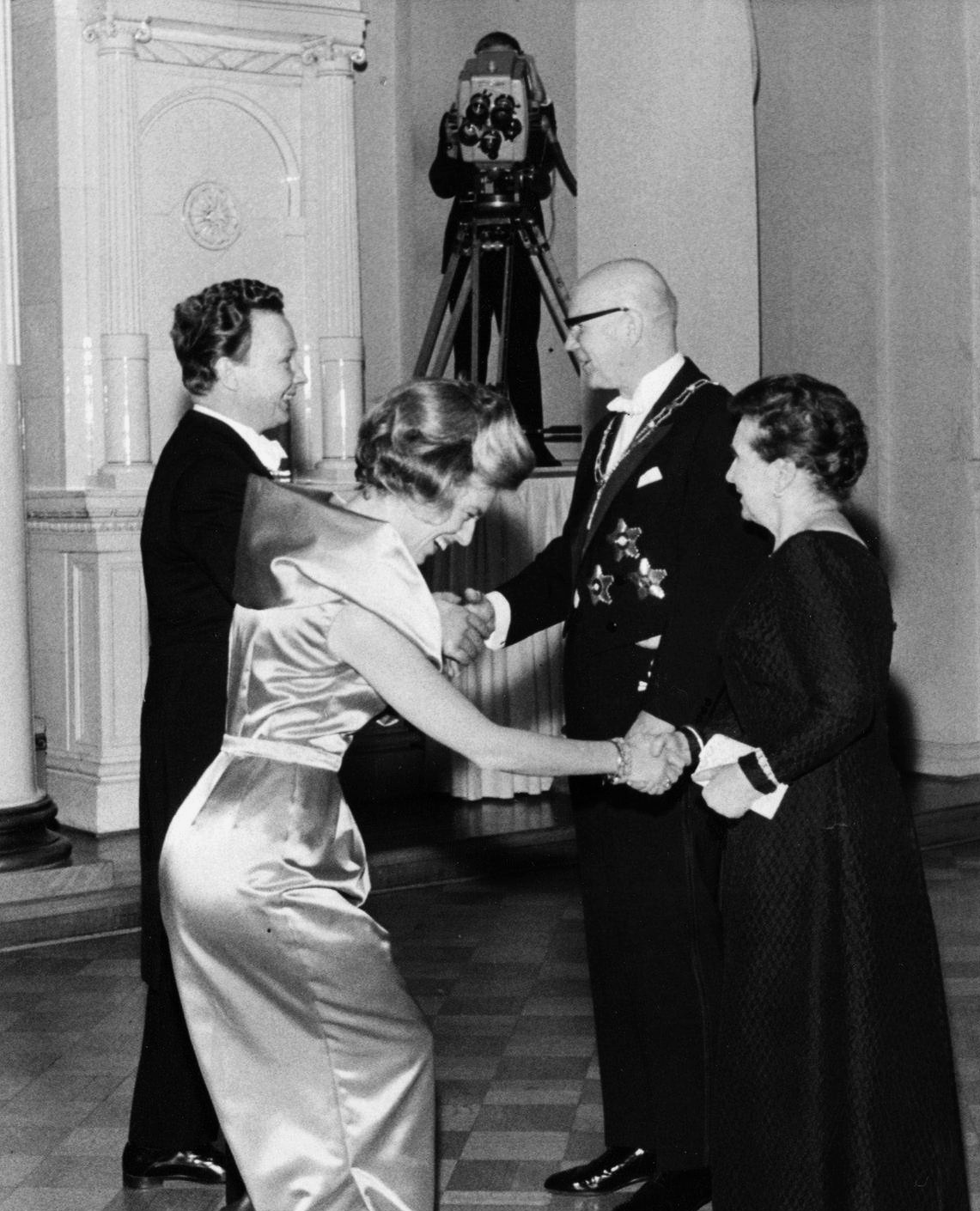
Lasse Pöysti (till vänster) och Birgitta Ulfsson på president Urho Kekkonens självständighetsfest i Helsingfors år 1963.

Under femtiotalet fortsatte han filmandet och började också med regi. Allt som allt regisserade han 6–7 filmer, men fann det tydligen inte som sitt gebit, för den sista som han regisserade kom 1960. Samtidigt var han fortfarande fast engagerad på Lilla Teatern, som satte upp revyer nästan årligen, skrivna av teaterns "hovförfattare" Benedict Zilliacus, under signaturen Bez, utöver diverse mera och mindre allvarsam repertoar. Vid sidan av detta var han verksam också i det nya mediet television, där han hade ett eget program, Lasse Pöysti show med manus av Bez och den också i en mycket produktiv period varande Henrik Tikkanen. År 1959 satte Lilla Teatern upp Troll i kulisserna av Tove Jansson, där hon dramatiserade sina Mumintroll. Det kom att prägla Pöystis image för en lång tid framåt, men ledde också till att han blev bekant för den rikssvenska publiken, då han som Mumintrollet gästspelade i Stockholm.
År 1967 tog paret Pöysti över chef- och ägarskapet på Lilla Teatern och hade därmed händerna fulla fram till 1974, då Asko Sarkola tog över. Filmrollerna fortsatte ännu lika regelbundet liksom hans popularitet på bägge sidor om Östersjön. TV-engagemanget förgrenade sig bland annat till barnprogrammet Pikku kakkonen ("Lilla tvåan"), där han för en hel generation finländska barn har präglat deras godnattsaga. Utan någon som helst rekvisita fyllde han rutan med sin personlighet.
Pöysti blev chef för Kungliga Dramatiska teatern 1981 och fortsatte med det till 1985, då han fick sluta på grund av olämpligt uppförande. Efter det började han trappa ned på takten. På 1980-talet separerade han från hustrun: de befann sig oftast på var sin sida om Östersjön, eftersom hon också hade flera uppdrag i Sverige.

### Senare år
Efter fyllda 70 år filmade Pöysti ännu regelbundet, och fullföljde bland annat under 2006 en ambitiös programserie om Finlands president efter kriget, Juho Kusti Paasikivi. Under sin produktiva karriär medverkade han i över sextio filmer och dussintals TV-program.
Lasse Pöysti fick det finländska filmpriset Jussi sju gånger. Han tilldelades Pro Finlandia-medaljen 1969.
Pöysti avled, vid 92 års ålder, i april 2019. 

## Filmografi i urval

### Roller
- 1942 – Suomises-Olli på farliga vägar
- 1951 – Radion gör inbrott
- 1964 – Bröllopsbesvär
- 1966 – Syskonbädd 1782
- 1969–1970 – Mumintrollet (TV-serie)
- 1978 – Picassos äventyr
- 1979 – Herr Puntila och hans dräng Matti
- 1979 – Linus eller Tegelhusets hemlighet
- 1980 – Barna från Blåsjöfjället
- 1980 – Det blir jul på Möllegården (TV-serie) (TV-julkalender)
- 1982 – Ingenjör Andrées luftfärd
- 1984 – Dirty Story
- 1986 – Flucht in den Norden[källa behövs]
- 1986 – På liv och död
- 1989 – Dårfinkar och dönickar
- 1989 – Tjurens år
- 1993 – Macklean (TV-serie)
- 1993 – Rosenbaum (TV-serie)
- 1995 – Petri tårar
- 1995 – Vita lögner
- 1999 – Guldfeber i Lappland(en)

### Regi
- 1951 – ... och Helena spelar
- 1952 – Smugglarserenaden

### Manus
- 1951 – ... och Helena spelar

## Teater (ej komplett)

### Roller
| År   | Roll | Produktion                                                             | Regi           | Teater                     |
| ---- | ---- | ---------------------------------------------------------------------- | -------------- | -------------------------- |
| 1961 |      | Biederman och pyromanerna (Biedermann und die Brandstifter) Max Frisch | Vivica Bandler | Lilla Teatern, Helsingfors |
| 1961 |      | Den heliga ilskan (Die große Wut des Philipp Hotz) Max Frisch          | Vivica Bandler | Lilla Teatern, Helsingfors |
| 1961 |      | Boeing Boeing Marc Camoletti                                           |                | Lilla Teatern, Helsingfors |

### Regi
| År   | Produktion                       | Upphovsmän       | Teater                                 |
| ---- | -------------------------------- | ---------------- | -------------------------------------- |
| 1979 | Lumiprinssi Le prince des neiges | Roger Peyrefitte | Tampereen Työväen Teatteri, Tammerfors |
| 1985 | Kattlek Macskajáték              | István Örkény    | Dramaten                               |